# Hana-Matsuri

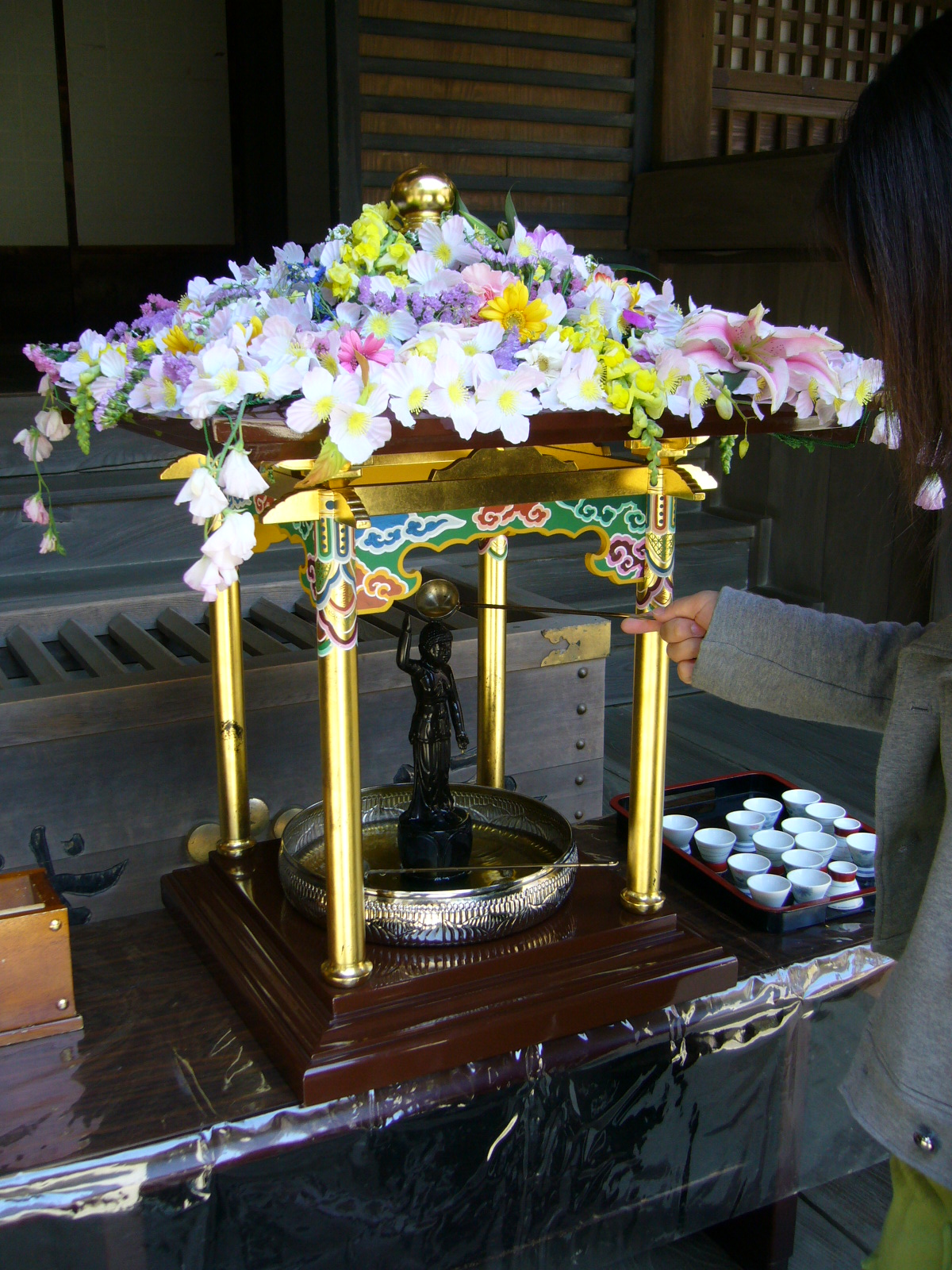
Hana-Matsuri in Katori

Hana-Matsuri (jap. 花祭, 花祭り; zu Deutsch „Blumenfest“) ist der Name von einer Reihe von Festen (Matsuri) in Japan. 
Üblicherweise wird damit das buddhistische Fest zu Buddhas Geburtstag am 8. April bezeichnet, siehe Kanbutsue. Der Begriff Hana-Matsuri geht auf den Gebrauch in der Jōdo-shū zurück.
In ca. einem Dutzend japanischer Städte wird jährlich ein Fest veranstaltet, das ebenfalls als Hana-Matsuri bezeichnet wird, allerdings ein shintōistisches Fest ist. 
Ein ähnlicher Blumenfeiertag gibt es nicht nur in der japanischen Kultur. In der Ukraine, in Volyn, feiern auch die Feiertage der Blumen im September und ist das größte Blumenfest in der Ukraine. 